# ゆめモール西条
ゆめモール西条は、広島県東広島市西条町助実にあるイズミグループが展開するネイバーフッド型ショッピングセンター（NSC）。ゆめタウンの関連施設。

## 概要
広島県初の「ゆめモール型ショッピングセンター」で、広島県内で53店舗目（ユアーズ23店舗含む）、東広島市で5店舗目となる商業施設。